# Ringebu
Ringebu es un municipio situado en el condado de Oppland, Noruega. Tiene 4.462 habitantes (2016) y una superficie de 1.248 km².
El municipio limita al noroeste con Sør-Fron, al suroeste con Gausdal, al sur con Øyer, y al este con Stor-Elvdal, situado este último en el condado de Hedmark.
El centro administrativo del municipio es el pueblo de Vålebru que se encuentra a una altitud de 182 metros sobre el nivel del mar, pero el 50 % de la superficie dentro de las fronteras municipales tiene una altura  de más de 900 metros sobre el nivel del mar. Desde Ringebu, dos puertos de montaña proporcionan el acceso por carretera al valle de Østerdal; una de ellas está cerrada durante el invierno. Cómo  estas zonas montañosas ofrecen buenas condiciones de nieve, la zona es un popular destino turístico. La estación de esquí de Kvitfjell, en Ringebu, se amplió para servir como lugar de descenso para los Juegos Olímpicos de invierno de 1994.